# Lukavice (powiat Uście nad Orlicą)
Lukavice (niem. Lukawitz) – gmina w Czechach, w powiecie Uście nad Orlicą, w kraju pardubickim. Według danych z dnia 1 stycznia 2013 liczyła 1 101 mieszkańców.
Zobacz też:
- Lukavice